# Bisetocreagris guangshanensis
Espèce
Bisetocreagris guangshanensis est une espèce de pseudoscorpions de la famille des Neobisiidae.

## Distribution
Cette espèce est endémique du Guizhou en Chine. Elle se rencontre dans la grotte Guangshan dans le xian de Suiyang.

## Description
Les mâles mesurent de 3,73 à 4,79 mm et les femelles de 4,69 à 4,74 mm.

## Étymologie
Son nom d'espèce, composé de guangshan et du suffixe latin -ensis, « qui vit dans, qui habite », lui a été donné en référence au lieu de sa découverte, la grotte Guangshan.

## Publication originale
- Gao, Chen & Zhang, 2017 : Description of two new cave-dwelling Bisetocreagris species (Pseudoscorpiones, Neobisiidae) from China. Turkish Journal of Zoology, vol. 41, no 4, p. 615-623.